# Mbinda
Mbinda este un oraș din Republica Congo.